# Geometra fragilis
Geometra fragilis är en fjärilsart som beskrevs av Charles Oberthür 1916. Geometra fragilis ingår i släktet Geometra och familjen mätare. Inga underarter finns listade i Catalogue of Life.